# 4407-es mellékút (Magyarország)
A 4407-es számú mellékút egy bő 14 kilométer hosszú, négy számjegyű országos közút Békés vármegyében; Gádorost köti össze Orosháza központjával.

## Nyomvonala
Gádoros belterületén, a történelmi településközpont nyugati részén ágazik ki a 4642-es útból, kevéssel annak 42. kilométere után. Dél felé indul, Fő utca néven; így éri el a belterület déli szélét 1,2 kilométer után. Ott kiágazik belőle nyugat felé a 44 307-es számú mellékút, a Kiskunfélegyháza–Orosháza-vasútvonal Gádoros vasútállomására, majd az út keresztezi is a vasútvonal vágányait.
A 3,550-es kilométerszelvényénél egy elágazáshoz ér: északnyugat felől a 4446-os út torkollik bele, bő 5,5 kilométer megtétele után, a 4407-es pedig, annak irányát folytatva délkelet felé fordul. Innentől egyúttal a község határvonalát is kíséri, a tőle délre elterülő területek már Orosháza közigazgatási területéhez tartoznak. Egy darabig az út még határvonalat képez, 5,6 kilométer után lép csak teljesen orosházi területre, ahol egyúttal kiágazik belőle a 4408-as út dél felé.
Ugyanitt északi irányból mellé simul a Kiskunfélegyháza–Orosháza-vasútvonal nyomvonala, majd 6,3 kilométer után elhalad Justhmajor megállóhely mellett. 7,1 kilométere után a vasút újból irányt vált, délnek fordul és így keresztezi az utat, amely még további másfél kilométeren át követi a délkeleti irányt, utána viszont ugyancsak délnek kanyarodik. A 11,150-es kilométerszelvénye táján kiágazik belőle nyugat felé egy számozatlan, alsóbbrendű út Gyökeres városrész felé, ugyanott kicsit keletebbi irányt vesz.
Így húzódva keresztezi a 47-es főutat nem sokkal annak 167. kilométere után, egy körforgalmú csomóponttal, a folytatásban már belterületek közt húzódik, Szent István utca néven, egy idő után újból délkeleti irányt követve. A belvárosba érve, 13,5 kilométer után egy derékszögű irányváltással délnyugatnak fordul, Tátra utca néven – ugyanott beletorkollik a 4404-es út belvárosi folytatásaként húzódó önkormányzati út –, majd Iglói út néven, nagy sugarú ívvel visszatér a délkeleti irányához. Felüljárón keresztezi a Szeged–Békéscsaba-vasútvonal vágányait, majd a Huba utca nevet veszi fel, és így véget is ér, betorkollva a 474-es főútba, annak 6,200-as kilométerszelvényénél.
Teljes hossza, az országos közutak térképes nyilvántartását szolgáló kira.gov.hu adatbázisa szerint 14,404 kilométer.

## Települések az út mentén
- Gádoros
- Orosháza